# Kanumarathon-Weltmeisterschaften 1999
Die 7. Kanumarathon-Weltmeisterschaften fanden am 31. Juli und 1. August 1999 im ungarischen Győr statt. Der austragende Verband war die ICF.
Die Länge der Strecke betrug 36,6 km.
Es wurden vier Wettbewerbe für Männer und zwei Wettbewerbe für Frauen ausgetragen.

## Medaillengewinner

### Herren

#### Canadier
| Disziplin | Gold                             | Zeit          | Silber                          | Zeit          | Bronze                                 | Zeit          |
| --------- | -------------------------------- | ------------- | ------------------------------- | ------------- | -------------------------------------- | ------------- |
| C1        | Ungarn Pál Pétervári             | 2:57:30,524 h | Tschechien Pavel Bednář         | 2:57:39,760 h | Ungarn Gabor Kolozsvari                | 2:59:13,750 h |
| C2        | Ungarn Edvin Csabai Attila Györe | 2:44:35,039 h | Ungarn Bela Jakus Csaba Bittera | 2:48:06,623 h | Polen Marcin Grzybowski Konrad Pyplacz | 2:48:13,964 h |

#### Kajak
| Disziplin | Gold                                | Zeit          | Silber                                                 | Zeit          | Bronze                                        | Zeit          |
| --------- | ----------------------------------- | ------------- | ------------------------------------------------------ | ------------- | --------------------------------------------- | ------------- |
| K1        | Vereinigtes Königreich Ivan Lawler  | 2:34:59,740 h | Ungarn Istvan Salga                                    | 2:35:00,770 h | Niederlande Edwin de Nijs                     | 2:35:10,840 h |
| K2        | Ungarn Viktor Szakaly Attila Jambor | 2:24:52,880 h | Spanien Jorge Alonso González Santiago Guerrero Arroyo | 2:24:53,431 h | Dänemark Thomas Christiansen Karsten Solgaard | 2:25:14,982 h |

### Damen

#### Kajak
| Disziplin | Gold                                 | Zeit          | Silber                                    | Zeit          | Bronze                                        | Zeit          |
| --------- | ------------------------------------ | ------------- | ----------------------------------------- | ------------- | --------------------------------------------- | ------------- |
| K1        | Vereinigtes Königreich Anna Hemmings | 2:48:13,960 h | Ungarn Kornelia Szonda                    | 2:49:00,504 h | Italien Elisabetta Introini                   | 2:49:45,820 h |
| K2        | Ungarn Renáta Csay Andrea Pitz       | 2:35:44,707 h | Polen Barbara Przybylska Marcena Michalak | 2:37:32,733 h | Schweden Susanne Rosenqvist Lisenn Augustsson | 2:42:00,838 h |

## Medaillenspiegel
| Rang   | Nation                 | Gold | Silber | Bronze | Gesamt |
| ------ | ---------------------- | ---- | ------ | ------ | ------ |
| 1      | Ungarn                 | 4    | 3      | 1      | 8      |
| 2      | Vereinigtes Königreich | 2    | 0      | 0      | 2      |
| 3      | Polen                  | 0    | 1      | 1      | 2      |
| 4      | Spanien                | 0    | 1      | 0      | 1      |
| 4      | Tschechien             | 0    | 1      | 0      | 1      |
| 6      | Dänemark               | 0    | 0      | 1      | 1      |
| 6      | Italien                | 0    | 0      | 1      | 1      |
| 6      | Niederlande            | 0    | 0      | 1      | 1      |
| 6      | Schweden               | 0    | 0      | 1      | 1      |
| Gesamt | Gesamt                 | 6    | 6      | 6      | 18     |